# Trzebinia
Trzebinia is een stad in het Poolse woiwodschap Klein-Polen, gelegen in de powiat Chrzanowski. De oppervlakte bedraagt 31,3 km², het inwonertal 20.373 (2005).

## Verkeer en vervoer
- Station Trzebinia
- Station Trzebinia Siersza Wodna